# ベースボールカード
ベースボールカード (baseball card) は、厚紙に印刷された小さなカードで、一人もしくはそれ以上の野球選手が描かれている。トレーディングカードの一種。
よくある形式では、カードの表に選手の写真があり、裏にその選手に関する情報が書かれている。「ベースボールカード」はどんなサイズもあり得るが、通常は2.5インチ×3.5インチのサイズに作られ、ほとんどは縦長にして見るようデザインされる。

## 前史
写真技術の発明により、野球選手は他の団体のメンバー同様、チームや個人で写真を撮るようになった。いくつかの写真は現在のパスケース用写真に似た小さいカードで焼き付けされた。野球に人気が出て、1860年代の後半にはプロスポーツとなったが、そのころ"Peck and Snyder"というスポーツ専門店が野球チームを題材にしたトレーディングカードを作った。ただ、Peck and Snyderが主に売っていたのは野球用品のほうで、カードは広告用の宣伝材料に過ぎなかった。しかし、このカードが最初のベースボールカードであると考えられる。
多くの場合、トレーディングカードは表面にそのイメージを、裏面には広告の情報を載せるものである。野球選手を用いたトレーディングカードは発売元の商売が野球に関係するか否かを問わず、様々な商売で使われた。カラー印刷技術が向上したことが、さらにカードの価値を高めた。結果として、白黒やセピア、カラーのカードが存在した。これらは写真を基にしたものもあれば、そうでないものもあった。
トレーディングカードの役割は名刺と共通するところが多いのだが、ベースボールカードはトランプのデザインに流用された。初期のいくつかのベースボールカードはゲーム用にも使うことが出来た。ゲームの中身は、今までのトランプゲームや実際の野球を模したものであった。現在のベースボールカードは純粋に収集を目的としたものであるが、この「ベースボールカードをゲームに使う」という発想はその後もしばしば登場することになる。

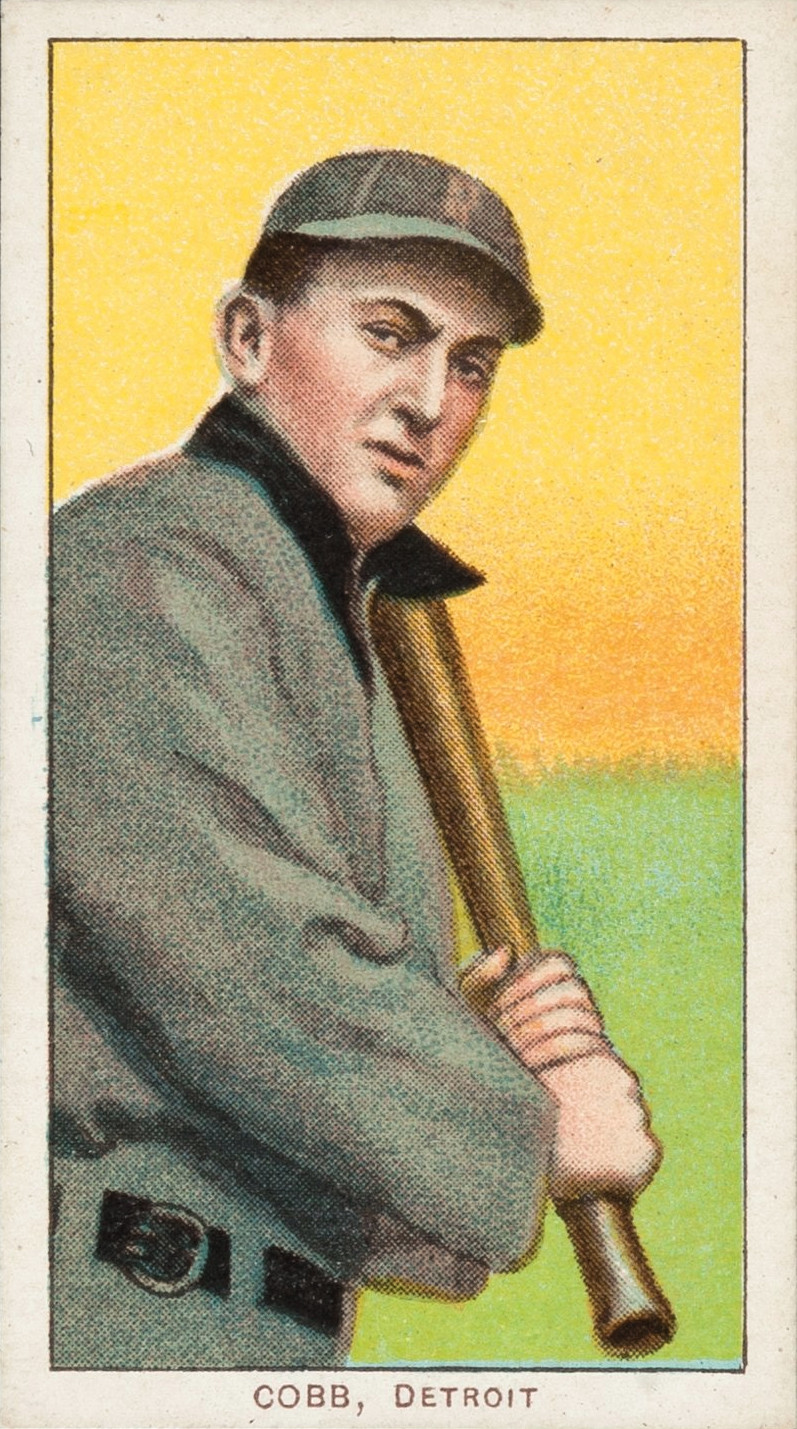
タイ・カッブのカード

## タバコカード
1886年より、ベースボールカードはタバコに同梱されるようになった。これには販促グッズとしての意味もあり、包装を強化し、紙巻きタバコが折れるのを防ぐ目的もあった。趣味としてのベースボールカードが語られる際には、タバコカードのことはよく登場する。数年のうちに、たくさんのタバコ会社がベースボールカードを制作した。
アメリカでは市場の独占化のためにタバコ会社の吸収合併が相次ぎ、タバコカードは急速に姿を消した。再登場したのは1900年代のことであり、アメリカのタバコ会社が反トラスト化の動きとトルコたばことの競争に見舞われたのが背景にある。
最も有名で、最も高価なベースボールカードであるホーナス・ワグナーのカードは、この時代に作られたものである。このカードはT206というセットの中の1枚であるが、ワグナーがカードの印刷除外を強制したため、このセットの他のカードに比べて非常に数が少ない。広く言われているのは、ワグナーがタバコの販売促進に使われるのを拒否したからだ、といわれているが、主要な理由は彼がスタープレイヤーであったころの使用に関する補償を巡ってだとされる。
タバコカードが再登場した頃、キャンディ会社がベースボールカードの制作を始めた。この影響で、カードの対象はより若い年齢層に変化した。有名な菓子Cracker Jackの1等景品はベースボールカードであった。しかしながら、第一次世界大戦の経済的な影響で、カード製造は縮小した。

## 現代のスポーツカード産業
第一次世界大戦後、ベースボールカードは様々なキャンディ製造会社から徐々に再登場し始めた。1933年にはGoudeyという名のチューインガム会社がカードを制作し、その後ガムといえばベースボールカードが付いてくるものの代名詞となった。これらのカードは風船ガムに同梱されたことからバブルガム・カードと呼ばれた。Goudeyはこれまでより多種のカードを製造し、収集の手助けになるようナンバリングした。Goudeyは毎年、野球シーズンに合わせてカードの新シリーズをリリースし、これは第二次世界大戦でまたカード製造が縮小されるまで続いた。
1930年代にはGoudeyの競争相手であったBowmanは、このときベースボールカードを復活させた。しかし、また別のフーセンガム会社であるToppsは、野球選手とベースボールカードに収録される排他的契約を結んだ。数年間にわたる競争ののち、ToppsはBowmanを吸収し、20年以上にわたる独占を保った。
Toppsによる独占は1981年、FleerとDonrussがベースボールカードを発売したことで終わった。その後数多くの業者が参入したが、1994年の選手ストライキによりピークを迎え、その後は合併が相次いだ。しかしこの間、競争は品質と偽造防止技術の向上をもたらした。
現在でも様々なブランドのカードが発売され、差別化されて様々なタイプの収集家の興味をひいている。

## 日本
日本では現在、ベースボール・マガジン社（BBM）が発売しているプロ野球カード、カルビーが「プロ野球チップス」のおまけとしてつけている野球カードが人気を集め、多くを占めている。2000年にはアメリカの最大手メーカーアッパーデックが日本でプロ野球カードを発売したが日本の市場・権利関係になじめず、わずか2年で撤退の憂き目にあった。